# Культура мальованої кераміки
Культура мальованої кераміки — археологічна культура новокам'яної доби.
Датується 2-ю половиною 5 - початком 4 тисячоріччя до Р.Х.
Досліджувалася Т.Легоцькийм, Ф.Потушняком, М.Потушняком та В.Тітовим, що ними розкопані поселення на Малій Горі в Мукачевому, у Дрисіно-Болоці, Великій Паладі, Федоровому і Дяково-Мондичтогу. 
Її пам'ятки відомі в Угорщині, Румунії, Словаччині та в Україні (Закарпаття).
Характерною ознакою кераміки є ангобування і рисунок чорною фарбою.
Крем'яний інвентар близький мезолітичному.
Житла — напівземлянки, біля яких є виробничі ями й печі. Основа господарства — землеробство, при певній ролі скотарства, мисливства, рибальства й збиральництва.
Імовірно, що мальованої кераміки культура була генетичною підосновою наступної полгарської культури.